# Dąbrowiec (przystanek kolejowy)
Dąbrowiec – zlikwidowany przystanek osobowy w Dąbrowcu, w gminie Żary, w powiecie żarskim, w województwie lubuskim. Położony jest przy linii kolejowej z Zielonej Góry do Żar. Został oddany do użytku w 1895 roku.